# بخش کوشینگ، شهرستان موریسون، مینه سوتا
بخش کوشینگ (به انگلیسی: Cushing Township) یک منطقهٔ مسکونی در ایالات متحده آمریکا است که در شهرستان موریسون، مینه‌سوتا واقع شده‌است.
 بخش کوشینگ ۲۰۷٫۰ کیلومتر مربع مساحت و ۶۳۲ نفر جمعیت دارد و ۳۹۱ متر بالاتر از سطح دریا واقع شده‌است.